# Sudan (Teksas)
Sudan – miasto w Stanach Zjednoczonych, w stanie Teksas, w hrabstwie Lamb.